# S7 ex-Prusse
Pour les articles homonymes, voir S7.
Les S7 sont des locomotives à vapeur de disposition d'essieux 221 « Atlantic » développées pour les chemins de fer du royaume de Prusse (KPEV). Deux variantes de ces locomotives compound, dont une s'inspirant des « Atlantic Nord », ont été construites pour la traction des trains de voyageurs directs.

## Genèse
Au début des années 1890, les Chemins de fer prussiens mirent en service les locomotives de disposition 220 de la série S3 (de). Leur concepteur August von Borries, chaud partisan du compoundage, livrait ainsi la première grande série de locomotives compound pour trains de voyageurs rapides des chemins de fer prussiens : pas moins de 1074 exemplaires de 1893 à 1904 ainsi que 707 P4.2 (de) à roues plus petites destinées aux express.
La disposition asymétrique de ces locomotives avec seulement deux cylindres (un à haute pression et un à basse pression) nuisant à leurs performances et compromettant leur stabilité, von Borries mit au point en 1900 les S5.1 (de) dotées de quatre cylindres. Cette série ne comptera que 97 exemplaires, concurrencée par les S5.2 (de) à deux cylindres compound (version agrandie des S3), par les S4 (de) : locomotives à simple expansion pionnières de la surchauffe, mais aussi par les S7.
L’accroissement du poids des trains touchait aussi les trains directs, composés uniquement de voitures de première et deuxième classe, à la fois à cause de l'augmentation des voyages mais aussi de l'arrivée de voitures plus confortables (donc plus lourdes et moins capacitaires). Maintenir des vitesses élevées exigeait d'utiliser les anciennes 220 en double traction, ou de développer des locomotives plus grandes.
Von Borries, comme les ingénieurs de la plupart des grandes compagnies européennes, était réticent à créer des locomotives à trois essieux moteurs, qui fatigueraient la voie et seraient déstabilisées par l'ampleur des masses en mouvement, c'est donc la disposition « Atlantic » qui s'imposa.

## Conception

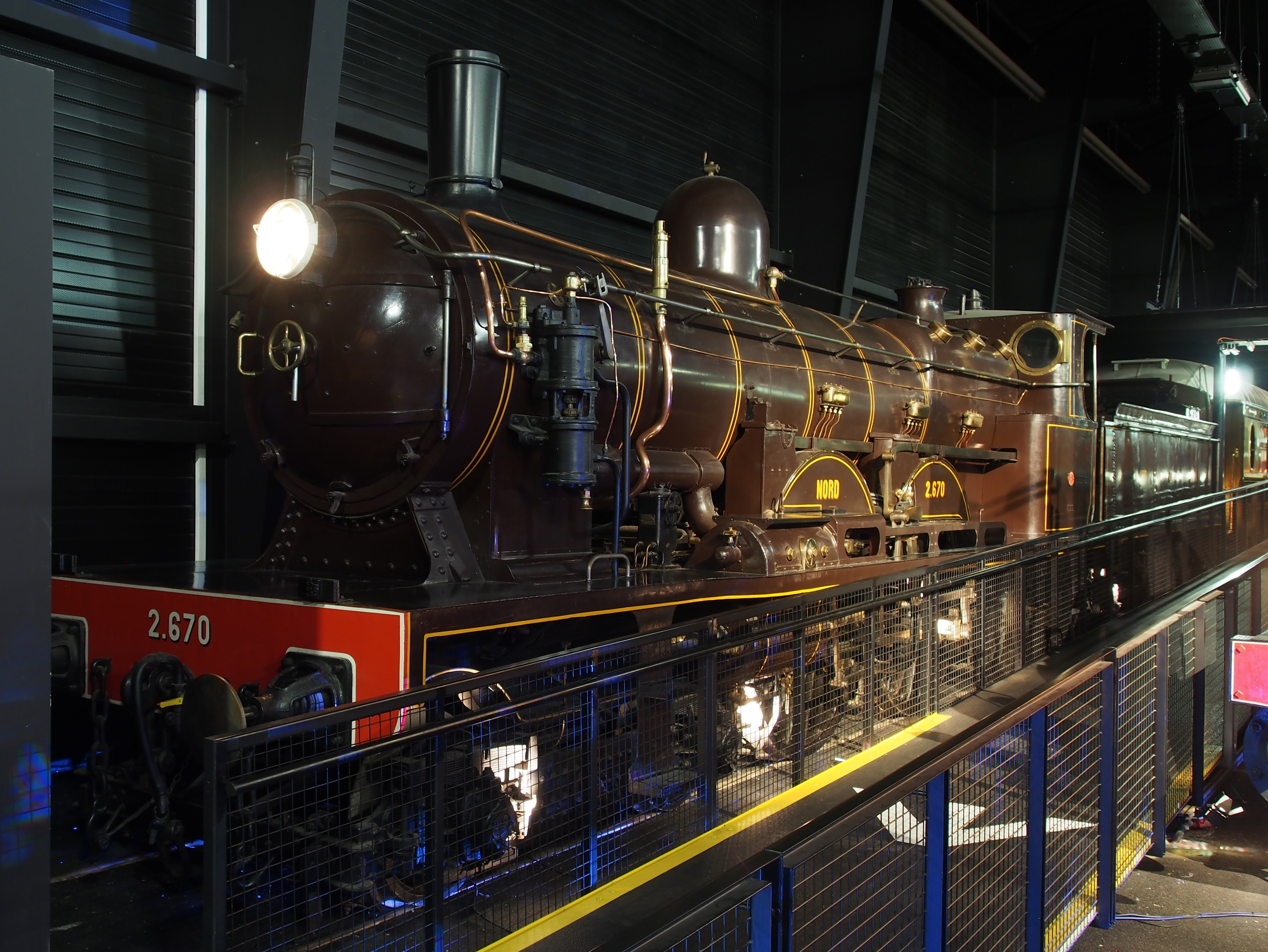
Les S7 (bauart Graffenstaden) ont une série de ressemblances avec les Atlantic des Chemins de fer du Nord également utilisées par le Midi, l'Ouest, le PO et l’État belge.

Deux séries bien distinctes ont été mises à l'étude:
- la première, de tradition prussienne, reprenait la disposition compound des S5.1 mais avec les quatre cylindres dans l'axe du bogie et un très grand foyer plongeant niché dans le vaste espace entre les roues et la cabine[3] ;
- la seconde s'inspirait des locomotives compound françaises d'Alfred de Glehn, à cylindres alternés, notamment les fameuses « Atlantic Nord » qui faisaient des prouesses en France[4].

La première variante est appelée « bauart von Borries » ou « bauart Hannover », car l'usine Hannoversche Maschinenbau (Hanomag) livra les premiers exemplaires, tandis que l'autre version est appelée « bauart De Glehn » ou « bauart Graffenstaden » : les locomotives de présérie sortant de l'usine Elsässische Maschinenbau-Gesellschaft Grafenstaden près de Strasbourg, allemande de 1871 à 1918.

## Description
Ces locomotives sont de disposition « Atlantic » avec des roues motrices de 1 980 mm et quatre cylindres (deux haute pression et deux basse pression).

### Bauart Hannover
Ces locomotives ont un aspect trapu, quelque peu étiré en longueur mais cachent un châssis combinant des longerons classiques et une structure « en barres » à l'américaine. Elles se montreront très stables à l'usage.
Les cylindres disposés dans l'axe du bogie avant actionnent le premier essieu au moyen d'une bielle d'attaque malgré tout plutôt longue en raison de l'écart entre le bogie et les essieux moteurs. Le tablier avant, assez bas, dégage partiellement les roues motrices mais est surmonté d'un vaste garde-boue coiffant les deux essieux, il s'abaisse juste après, dissimulant en partie le foyer descendant très bas mais à l'étroit entre la chaudière et la cabine de conduite. L'abri, assez grand et haut, est curieusement doté de fenêtres assez petites en retrait, contrairement aux types prussiens contemporains. En plus de la chaudière basse et de la forme des couvre-roues et de l'abri, les deux tirants diagonaux partant de la boîte à fumées permettent de la reconnaître et soulignent son châssis inspiré de la pratique américaine.
Malgré l'aspect du foyer trapézoïdal au 'ventre' près des voies, sa surface est inférieure à celle des S7 « Graffenstaden ». Le timbre des 159 exemplaires est de 14 kg/cm2. À noter que la plupart de ces locomotives avaient les cylindres basse pression (BP) disposés à l'intérieur, entre les longerons, et les cylindres HP à l’extérieur ; les dernières de la série inverseront cette disposition.

### Bauart Graffenstaden
D’aspect élancé, les S7 « De Glehn » montrent clairement une influence française avec un tablier rectiligne, plus haut après les cylindres extérieurs, une chaudière assez fine disposée en hauteur avec tuyau de livrance apparents, des cylindres extérieurs disposés très en arrière, engageant le premier essieu moteur, un bissel arrière de grand diamètre et un réservoir sous l'avant du tablier. Leur disposition compound De Glehn se traduit par une disposition où les cylindres extérieurs actionnent le deuxième essieu moteur tandis que les cylindres intérieurs attaquent le premier. Elles ont une distribution Walschaerts. Le tender est de type prussien et l'abri de conduite arbore un style inhabituel en Prusse, mais celui des S7 « Hannover » est aussi particulier.
Les 12 premiers exemplaires ont un timbre de chaudière (pression maximale) de 14 kg/cm2 et un foyer Belpaire à ciel carré. Le timbre plus bas que leurs homologues du Nord et l'emploi de tubes lisses au lieu des tubes Serve à ailettes fait reculer leurs performances.
Les 10 suivantes, dotées d'une chaudière agrandie au foyer Crampton profond et d'un bogie avant repensé, ont un timbre de 15.
Les 57 dernières passent à 16 kg/cm2 et ont chaudière améliorée, plus longue de 20 cm ; les plus récentes troquant leurs 257 tubes de chaudière de 50 mm contre 131 tubes plus larges (70 mm). 
Le prototype est doté d'un foyer Belpaire à sommet carré, les versions ultérieures ont un foyer Crampton arrondi. Le châssis est intégralement à longerons.
Malgré sa parenté avec des Atlantic françaises couronnées de succès et une série d'adaptations, les 79 S7 Bauart Graffenstaden donneront, sauf pour la troisième variante, des performances jugées comme moyennes (peut-être biaisées par une méconnaissance des équipes de conduite et par la volonté de Robert Garbe - successeur de von Borries - de faire prévaloir la surchauffe et simple expansion). Les S7 « Hannover » sont considérées comme plus puissantes.

## Utilisations et services
Les deux séries ont la plupart du temps opéré sur des lignes distinctes du temps des KPEV :
- Les « Graffenstaden » ont été livrées aux direktion de Cologne, Magdebourg (rapidement mutées vers Cologne), Breslau, Cassel, Altona (Hambourg), Mayence, Francfort, Bromberg (envoyées à Osten après 1920) et Kattowitz[6].
- Les « Hannover » ont été affectées - entre-autres - à Hanovre, Essen, Altona et Magdebourg[7].

Les locomotives de la variante Hanovre donneront lieu aux meilleures performances et atteindront des records de vitesse (136 puis 143 km/h) au cours d'essais comparatives avec les deux prototypes S9 (de) de disposition 222 ainsi que d'autres modèles dont une S5.2. En service régulier, elles ne dépasseront pas 110 km/h. Elles étaient notamment utilisée sur l'artère Dortmund - Hanovre - Berlin ainsi que sur des lignes de plaine faciles, comme les S7 « Graffenstaden ». Ces dernières servaient aussi dans la vallée du Rhin, en Basse-Silésie et en Poméranie.
Toutes variantes confondues, le gain de performances escompté par rapport aux S5.1 ne fut pas au rendez-vous et, bien que plus puissantes, elles ne pouvaient remorquer à bonne allure que des trains assez courts. Les Atlantic S9 (de), plus réussies mais peu nombreuses, et les S6 (de) de disposition 220 prirent leur place à partir de 1906-1908 (ces dernières étant des locomotives à simple expansion et surchauffe). Mais c'est surtout la mise au point des ten wheel S10, S10.1 et S10.2 (de) qui marquera le passage à l'an 1910. Grâce à leurs trois essieux moteurs, les S10 sonneront le glas des Atlantic et 220 en tête des trains directs sur les lignes principales, régnant sur le réseau prussien puis allemand jusqu'à l'arrivée des pacific ou de la traction électrique dans les années 1920-1930.
Au lendemain de la Première Guerre mondiale, une petite partie des deux séries de S7 doit être cédée à la Belgique, la France et la Pologne. Les autres sont rapidement rayées des effectifs à tel point qu'il n'existe plus aucune de ces machines, âgées de moins de 20 ans, en service au moment de la nouvelle numérotation de 1923.
À titre de comparaison, les S3, S4 et S5.2 qu'elles avaient chassées vers des dessertes moins prestigieuses furent pour une bonne part renumérotées en 1923 avant d'être mises au rebut de 1925 à 1928.

## Les S7 en Belgique
La commission d'Armistice préleva 25 S7 des deux types (dont sept Hannover) pour les céder aux Chemins de fer de l’État belge. Ceux-ci avaient construit avant-guerre 12 atlantic du type 6 descendant des Atlantic Nord améliorées par le Paris-Orléans (trois type 6 avaient d'ailleurs été détruites lors du conflit).
Le réseau belge, comprenant beaucoup de trajets courts, des lignes accidentées et des trains express des trois classes comparativement plus lourds, convenait peu à des locomotives à deux essieux moteurs, en témoigne le grand nombre de ten-wheel et pacific mises en service à partir de 1905 et 1910. Ces 25 locomotives « ne convenant guère aux lignes belges » furent retirées du service avant la renumérotation de 1923.
Il faut cependant noter que les 17 atlantic S9 cédées à la Belgique feront, elles, une très belle carrière. 13 d'entre-elles, modernisées, seront classées dans le type 69 par l’État belge puis la SNCB. Utilisées en tête de trains internationaux et express, elles ne seront radiées qu'en 1946-48.

## Les S7 en France

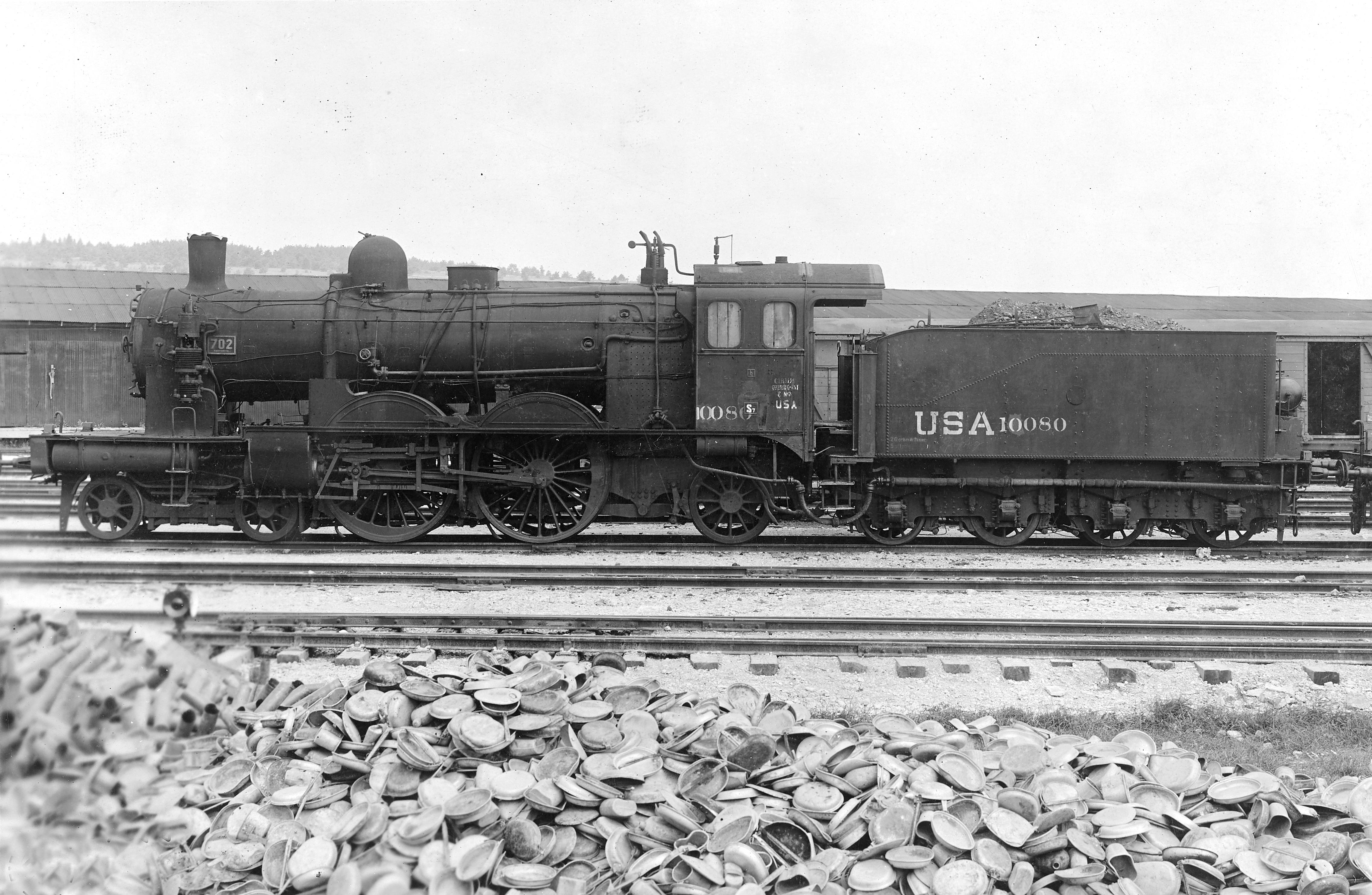
La 702 Kattowitz à Is-sur-Tille (France) en juin 1919. Portant des marquages américains, cette locomotive porte une plaque de constructeur Henschel.

La France se verra attribuer six S7 « Hannover » et quatre « Graffenstaden ». Toutes iront à la Compagnie des chemins de fer de l'Est, qui possédait seulement deux Atlantic avant-guerre (221 Est 2601 et 2602) et avait, dès 1906, renoncé à construire des Atlantic pour passer directement aux ten-wheel.
Elles y seront classées dans la série 2700 classées 8v : 2701 à 2704 et 2705 à 2710. Affectées au dépôt de Bar-le-Duc aux côtés des quatre ex-S9 prussiennes (2901 à 2904), elles seront affectées à des express de faible tonnage ainsi que des trains omnibus vers Châlons, Amagne, Saint-Dizier, Neufchâteau et Toul.
Les dernières 2700 ont été retirées du service en 1933 et les 2900 l'année suivante.

## Les S7 en Pologne
Sept S7 « Hannover » et trois « Graffenstaden » du dernier sous-type sont reçues par la Pologne au titre des réparations de guerre. Classées dans les PKP dans les séries Pf1 (pour les premières) et Pf2. Peu d'infos existent sur leurs états de service. Leur réforme aura lieu de 1927 à 1936. À noter que les modèles prussiens plus anciens que ces S7 étaient censées remplacer étaient encore utilisés par les PKP en 1939, y compris une quarantaine de S3.

## Caractéristiques des S7

### Bauart Graffenstaden
- Pression de la chaudière : 14, 15 ou 16 kg/cm2
- Surface de grille : 3,01 m2
- Surface de chauffe : 163,6 m2
- Diamètre et course des cylindres : 340 mm (HP) et 560 mm (BP) x 640 mm
- Diamètre des roues motrices : 1 980 mm
- Masse à vide : 57,5 / 58,3 t
- Masse en ordre de marche : 64,0 / 64,8 t
- Masse adhérente : 15,2 t
- Longueur hors tout : 18,600 m
- Vitesse maxi en service : 110 km/h
- Puissance développée : 1 450 ch

### Bauart Hannover
- Pression de la chaudière : 14 kg/cm2
- Surface de grille : 2,71 m2
- Surface de chauffe : 162,89 m2
- Diamètre et course des cylindres : 360 mm (HP) et 560 mm (BP) x 600 mm
- Diamètre des roues motrices : 1 980 mm
- Masse à vide : 54,1 t
- Masse en ordre de marche : 60,2 t
- Masse adhérente : 15,3 t
- Longueur hors tout : 18,405 m
- Vitesse maxi en service : 100 / 110 km/h
- Puissance développée : 1 450 ch

## Tenders
Les deux sous-séries de S7 ont été équipées du tender standard 2'2' T 21,5, utilisé par de nombreux modèles KPEV dont les P8 d'une contenance en eau de 21,5 m³ et de 5 t de charbon.
Il est probable qu'un certain nombre de tenders des S7, radiées prématurément, a pu être ré-attribué à d'autres locomotives.